# Pipunculidae
Pipunculidae es una familia de moscas (Diptera). Es de distribución mundial con más de 1400 especies descritas, en 22 géneros. La cabeza del adulto es hemisférica, ocupada casi totalmente por los grandes ojos.
Las larvas son parasitoides casi exclusivamente de Auchenorrhyncha, la excepción es el género Nephrocerus, cuyos huéspedes son moscas Tipulidae adultas. Las larvas se desarrollan rápidamente dentro de las moscas y después pupan en el suelo. En todos los pipuncúlidos  hay solamente dos estadios larvales. Se usan algunas especies como agentes de control biológico en campos de arroz.

## Taxonomía
Taxonomía según el Árbol de vida, con modificación basada en Kehlmaier, Dierick y Skevington (2014).
Subfamilia Chalarinae
- Género Chalarus
- Género Jassidophaga
- Género †Protoverrallia
- Género Verrallia

Subfamilia Nephrocerinae
- Tribu Nephrocerini
  - Género Nephrocerus
- Tribu incertae sedis
  - Género †Priabona

Subfamilia †Protonephrocerinae
- Género †Protonephrocerus
- Género †Metanephrocerus

Subfamilia Pipunculinae
- Tribu Cephalopsini
  - Género Cephalops
  - Género Cephalosphaera
- Tribu Microcephalopsini
  - Género Collinias
  - Género Microcephalops
- Tribu Eudorylini
  - Género Allomethus
  - Género Amazunculus
  - Género Basileunculus
  - Género Claraeola
  - Género Clistoabdominalis
  - Género Dasydorylas
  - Género Elmohardyia
  - Género Eudorylas
- Tribu Tomosvaryellini
  - Género Dorylomorpha
  - Género Tomosvaryella
- Tribu incertae sedis
  - Género Pipunculus

## Galería

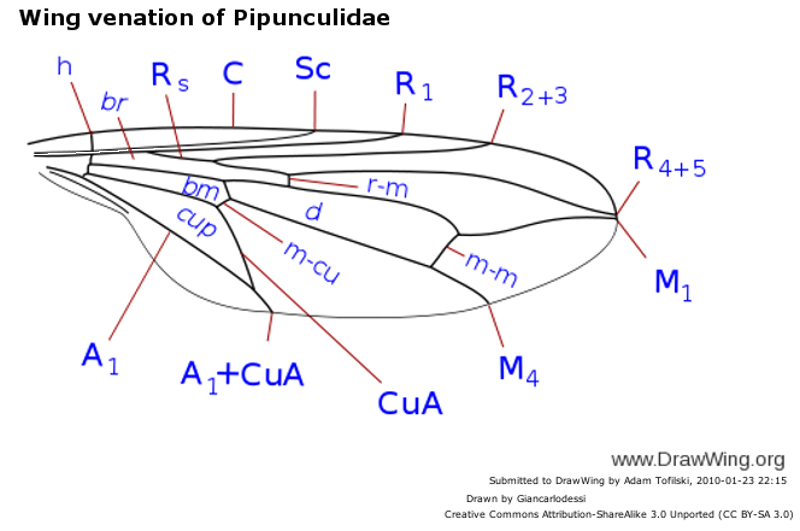
Venación alar de Pipunculidae. Venas longitudinales: C: costa; Sc: subcosta; R: radio; M: media; Cu: cúbito; A: anal. Venas transversales: h: humeral; r-m: radio-medial; m-m: medial; m-cu: medio-cubital. Celdillas: d: discal; br: primera basal; bm: segunda basal; r1: marginal; r3: primera submarginal; cup: celdilla cup.
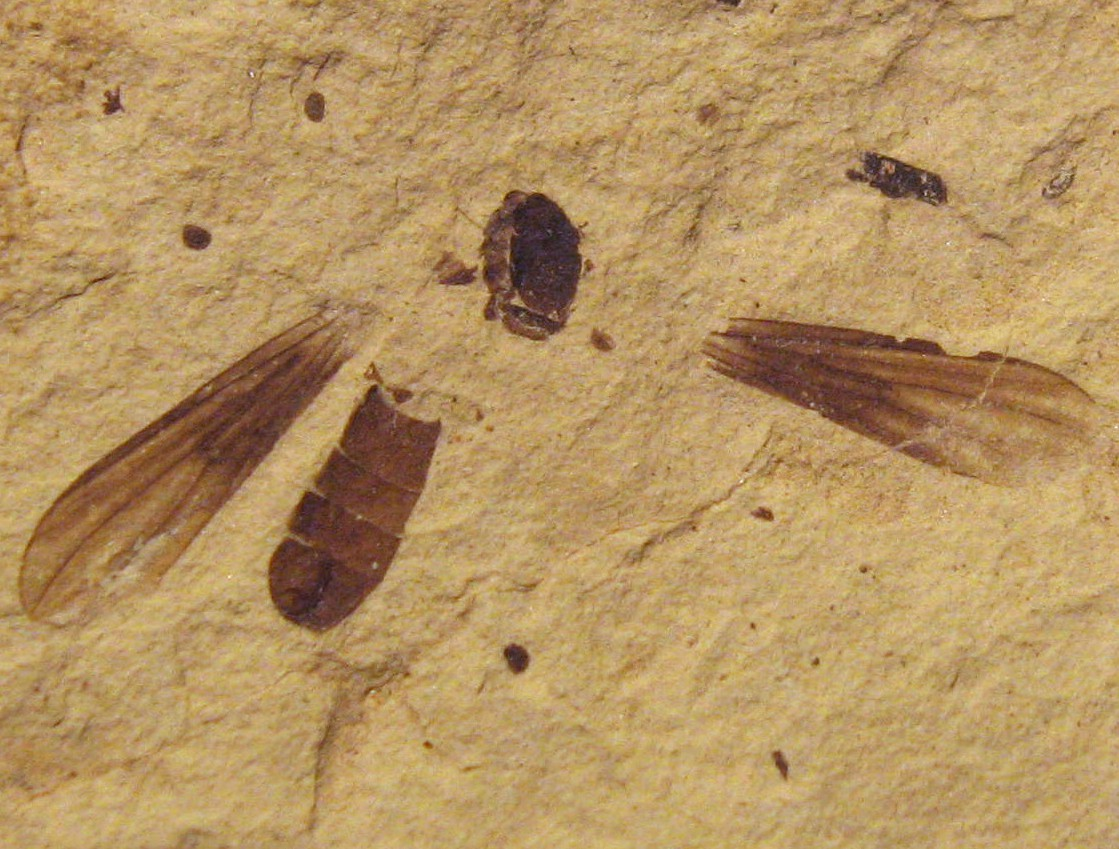
Metanephrocerus belgardeae, Protonephrocerinae
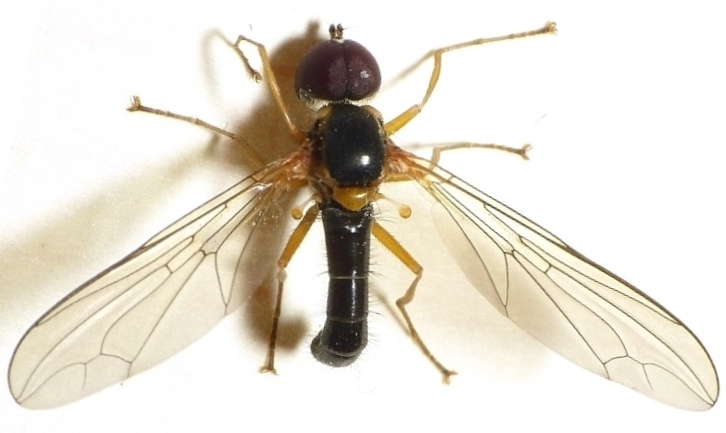
Nephrocerus scutellatus, Nephrocerinae
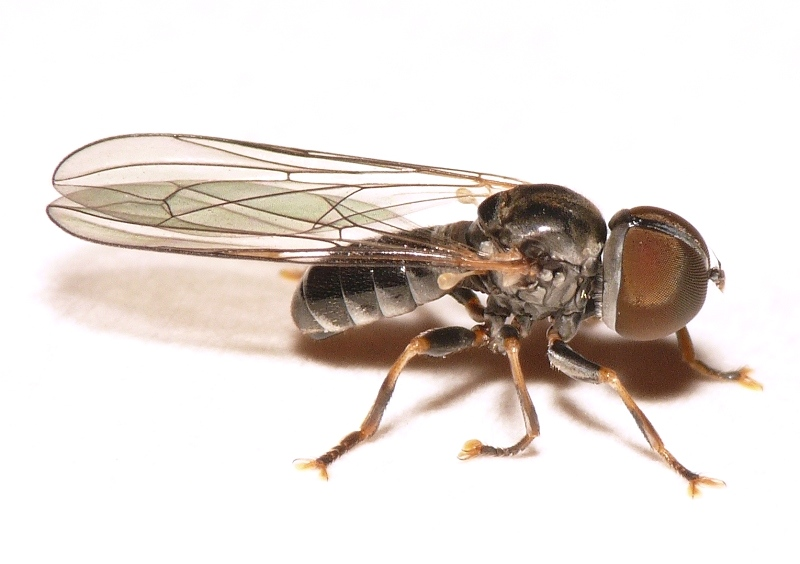
Eudorylas ruralis, Eudorylini, Pipunculinae